# 厦门市五显中学
24°45′12″N 118°11′47″E / 24.75333°N 118.19639°E
厦门市五显中学，曾用名同安二十二中，建于1993年，是中华人民共和国福建省厦门市同安区的完全中学。

## 学校荣誉
2005年，福建省三级达标高中
2014年，福建省二级达标高中